# Holanthias
Holanthias is een geslacht van straalvinnige vissen uit de familie van zaag- of zeebaarzen (Serranidae). Het geslacht is voor het eerst wetenschappelijk beschreven in 1868 door Günther.

## Soorten
- Holanthias caudalis Trunov, 1976
- Holanthias fronticinctus (Günther, 1868)